# Culberto Zart
Culberto Zart (Não-Me-Toque, Rio Grande do Sul, 27 de abril de 1943 – Água Doce, Santa Catarina, 5 de dezembro de 2013) foi um político, administrador e agricultor brasileiro. Foi prefeito do município de Ponte Alta, em Santa Catarina, durante dois mandatos, exercendo cargos no Executivo municipal nas décadas de 1970 e 1990.

## Biografia
Filho de Guido Alberto Zart, carpinteiro, administrador e político atuante em Santa Catarina, e Helena (Berres) Zart, nasceu em Não-Me-Toque, interior do Rio Grande do Sul. Proveniente de uma família de origem germânica, seus antepassados imigraram da Alemanha, dos Países Baixos e da Suíça, estabelecendo-se inicialmente em São Leopoldo no Rio Grande do Sul.
Seu bisavô paterno, Peter Franz Zart (1806–1897), nasceu em Tholey, Saarland, Alemanha, e imigrou para o Brasil em 17 de outubro de 1846, chegando a Porto Alegre, a bordo do brigue Hanseat. Peter Franz também era carpinteiro e tanoeiro, estabelecendo-se em Montenegro.
Mudou-se para Santa Catarina, estabelecendo-se no município de Ponte Alta, onde trabalhou na agricultura antes de ingressar na vida pública. Estudou no Colégio Salesiano Dom Bosco de Rio do Sul. Também residiu por um período em Palmas.

## Carreira política
Iniciou sua carreira política aos 27 anos, elegendo-se prefeito de Ponte Alta em 1970, cargo que ocupou até 1974. Foi filiado aos partidos Arena, Partido da Frente Liberal (PFL) e Progressistas (PP).
Em 1989, foi eleito prefeito, exercendo mandato de 1990 a 1992.
Durante sua gestão, contribuiu para o desenvolvimento urbano e social do município, promovendo a implantação de obras públicas como estradas, praça, o Estádio Municipal e o Hospital Funrural de Ponte Alta. Foi idealizador do Centro de Tradições Gaúchas (CTG) que leva seu nome — CTG Culberto Zart —, espaço dedicado à preservação da cultura tradicionalista gaúcha. Também fundou o Parque de Exposições “CTG Culberto Zart” (conhecido como Parque do Butiá) e foi homenageado no 1.º Rodeio de Laço de Integração pelo seu trabalho em benefício da cidade.

## Falecimento
Culberto Zart faleceu em 5 de dezembro de 2013, aos 70 anos, em Água Doce, Santa Catarina. Deixou seis filhos, 15 netos e 5 bisnetos.

## Homenagens
- Estádio Municipal Culberto Zart, em Ponte Alta (SC).
- CTG Culberto Zart, em Ponte Alta (SC).
- Parque de Exposições Culberto Zart (Parque do Butiá), com placa de homenagem durante o 1.º Rodeio de Integração.